# Peter Ahorner
Peter Ahorner (* 9. Oktober 1957 in Bregenz, Vorarlberg) ist ein österreichischer Lyriker, Liedtexter, Librettist, Rezitator, Übersetzer und Sachbuchautor.

## Leben und Werk
Peter Ahorner stammt gebürtig aus Vorarlberg, wurde aber in Wien sozialisiert, wo er aufwuchs. Er arbeitete zunächst als Werbetexter und verfasste satirische Kolumnen. Später verlegte er sich auf das Schreiben von Liedtexten, Musicals, Drehbüchern, Gedichten, Kinderbüchern und Sachbüchern. Außerdem wirkt Ahorner auch als Übersetzer aus dem Englischen. Texte verfasste er u. a. für die Wiener Bühnen, das Burgtheater, das Volkstheater, das Theater in der Josefstadt und das Theater Nestroyhof Hamakom sowie für die Bregenzer Festspiele.
Ein besonderes Gewicht in seinem Schaffen hat der Wiener Dialekt. Neben Wörterbüchern und Wortsammlungen zum Thema widmet sich Ahorner dem Wienerischen vor allem auch in seiner Dichtung, seinen Songtexten und seinen Libretti.
Als Texter und Librettist arbeitet Ahorner regelmäßig mit verschiedenen Musikern zusammen. Eine intensive Zusammenarbeit besteht mit Die Strottern, mit denen er zahlreiche Auftritte absolviert hat.

## Veröffentlichungen (Auswahl)

### Belletristik
- Café Westend. Wien-Texte. Edition Atelier, Wien 2006, ISBN 978-3-902498-14-4.
- Mehr als gern. Worte der Liebe. Illustriert von Helmut Pokornig. Carl Ueberreuter Verlag, Wien 2015, ISBN 978-3-8000-7610-9.

### Sachbücher

#### Als Verfasser
- Handbuch der österreichischen Schimpfwörter: extra scharf. Carl Ueberreuter Verlag, Wien 2021, ISBN 978-3-8000-7780-9.
- Vergessene Wörter – Österreich. Carl Ueberreuter Verlag, Wien 2022, ISBN 978-3-8000-7823-3.
- Noch mehr vergessene Wörter – Österreich. Carl Ueberreuter Verlag, Wien 2024, ISBN 978-3-8000-7849-3.
- Wien und der Tod. Carl Ueberreuter Verlag, Wien 2024, ISBN 978-3-8000-7875-2.

#### Als Herausgeber
- Man bringe den Spritzwein! Die legendärsten Sprüche von Michael Häupl; gesammelt von Peter Ahorner. Illustriert von Michael Pammesberger. Carl Ueberreuter Verlag, Wien 2022, ISBN 978-3-8000-7716-8.

### Tonträger
- 2014: Die Strottern und Peter Ahorner: wean du schlofst / mea ois gean (Cracked Anegg)